# ネメシス (ゲーム)
『ネメシス』 (NEMESIS) はコナミ発売のゲーム、グラディウスシリーズのうち、以下の作品につけられたものである。
1. アーケードゲーム『グラディウス』、またはMSX版のグラディウスシリーズが欧米向けに発売された時に付けられたタイトルである。
→日本国外版NEMESISの節を参照。
2. また、日本国内においてもLCDやゲームボーイでグラディウスシリーズがリリースされた際に、同タイトルが付けられた。
  1. →LCD版ネメシスの節を参照。
  2. →ゲームボーイ版ネメシスの節を参照。
3. その他、『ネメシス』のタイトル名がついたものとしては、X68000用ソフト『ネメシス'90改』が存在する。

本項では1と2-1,2-2について記述する。

## 日本国外版NEMESIS
NEMESIS
1985年発売。『グラディウス』日本国外版。
基本的なゲーム内容は日本国内版と同様であるが、バブルシステム基板ではないためモーニングミュージックこそ無いが電源投入時の起動が早く、単なるロゴと英語メッセージだけだったタイトル画面が販促ポスター等で見かけるビックバイパーが要塞に向かっていくグラフィックになっており、OPITIONの名称がMULTIPLEに変更されている。また、ゲーム開始（再開）時のSTART表示中からゲームが始まって自機が動かせる仕様で、ゲーム中も処理落ちになりにくく3面開始時の空中戦など敵の出現パターン数が増えている箇所もある。他にもビッグコアが登場するまでの1面火山弾や4面の敵出現ラッシュなどの迎撃時間が短くなって点数が稼ぎにくくなった反面、5面細胞ステージの触手もレーザーが貫通するようになって細胞本体と共に国内版よりも破壊しやすくなっていたり、各面の途中で自機が撃破されて再開する際にも、パワーアップカプセルを所持する敵機が非常に多く出現するなど復活時の難易度は下がっている。また、コンティニューが出来るようになっているバージョンも存在する。
NEMESIS 2
1987年発売。MSX版『グラディウス2』日本国外版。
NEMESIS 3
1989年発売。MSX版『ゴーファーの野望 エピソードII』日本国外版。
なお、初代『グラディウス』以降のアーケード用続編には「NEMESIS」の名は使われておらず、『グラディウスII -GOFERの野望-』は "VULCAN VENTURE" 、『グラディウスIII -伝説から神話へ-』は "GRADIUS III" （国内版にあったサブタイトルが削除されている）というタイトルになっており、続編で「NEMESIS」の名が使われていたのはMSXで販売されたグラディウスシリーズ（『グラディウス2』など）であった。
また、以下の項で記述するゲームボーイ版『ネメシス』も、北米では日本と同じく "NEMESIS" というタイトルで発売されていた。

## LCD版ネメシス
ゲームボーイ版に先駆けて1989年末にリリースされたLCDゲーム。内容は固定画面で自機は上下しか移動できない。歴代シリーズと異なりパワーアップカプセルやオプションは無く、その代わりフォースメーターと呼ばれるライフ制が採用されている。敵機（ガルン型）を打ち漏らしたり、クリスタルに当たるとフォースメーターが1つずつ減り、ゼロになるとミスとなる。全4ステージでステージ最後にはビッグコア（外見はMK-II）が待ち構えている。キャラクターデザインは『グラディウスII』を踏襲している。なお、海外版でのタイトルは "GRADIUS" となっている。
LCDゲームとしては最末期にリリースされた事により出荷数が少なく希少性が高い。そのためコンシューマーでリリースされたグラディウスシリーズでは特にプレミアが付いており、定価以上で取引されている。

## ゲームボーイ版ネメシス
ゲームボーイにてリリースされたネメシスシリーズには以下の2作品がある。
両作品とも、後に『コナミGBコレクション』の各シリーズに収録されたが、その際タイトルがそれぞれ『グラディウス』『グラディウスII』と改められた。日本国外版 "Konami GB Collection" でも同様のタイトル変更が行われている。

### ネメシス
1990年2月に、コナミのゲームボーイソフト第3作目として発売されたのがこのゲームボーイ版『ネメシス』である。本作では惑星「ネメシス」が舞台となっている。全5面。パッケージイラストやパワーアップゲージの内容など初代グラディウスのゲームボーイ移植版と言える位置付けではあるが、ゲーム内容は各機種の色々な要素を組み合わされていたり、オリジナルの要素も強い。モノクロながらも『グラディウス』のゲームボーイ版として遜色ないゲームに仕上がっている。
システムは基本的にファミコン版『グラディウス』を踏襲しているが、レーザーが単発でしか発射できない、シールド（フォースフィールド）の耐久力が5から3に落ちているなど自機の性能はファミコン版よりも劣っている。
なお、モノクロのため、他のシリーズでは色で区別されていたパワーカプセルの種類は形状の違いで表現されている。自機のパワーアップに用いられるカプセルは四角い形で、画面上の敵を全滅させるカプセルは丸い。
BGMは初代『グラディウス』、FC版『グラディウスII』、MSX版『グラディウス2』からピックアップされて収録されている。

#### 装備一覧
| 順番       | 1        | 2       | 3      | 4     | 5      | 6           |
| ---------- | -------- | ------- | ------ | ----- | ------ | ----------- |
| ゲージ表記 | S        | M       | D      | L     | O      | F           |
| 内容       | SPEED UP | MISSILE | DOUBLE | LASER | OPTION | FORCE FIELD |

SPEED UP（スピードアップ）
自機の移動速度が最高3段階まで上がる。
MISSILE（ミサイル）
自機の下方向へミサイルを投下。地形の上を滑走する（登坂はしない）。
2段階パワーアップが可能。2段階目は弾速が向上する。
DOUBLE（ダブル）
自機前方に加えて前方斜め上方向にもショットを発射。
両方消滅しないと次弾を撃てない。
レーザーとは排他選択で併用不可。
LASER（レーザー）
自機前方に敵機を貫通するレーザービームを発射。
画面上に1本しか発射できない（オプションから発射されるものを含めると最大3本）。
ダブルとは排他選択であり併用不可。
OPTION（オプション）
自機と同じ攻撃をする無敵の発光体。自機の動きをトレースする。
最大2個装備可能。
FORCE FIELD（フォースフィールド）
敵の攻撃を防ぐバリア。自機前方に2つの盾が装着され、FC版同様に効果は自機全体に及ぶ。
耐久力は3発。残り1発になるとグラフィックが変化し小さくなる。
壁など障害物に対する防御性能はない。

#### ステージ構成
| Stage | 内容     | 解説                                                                 | 使用曲                                                                 | 中ボス         | ボス                |
| ----- | -------- | -------------------------------------------------------------------- | ---------------------------------------------------------------------- | -------------- | ------------------- |
| 1     | 火山     | 火山のある洞窟内部を進んでいく。                                     | Free Flyer～Challenger 1985 Aircraft Carrier                           | 火山           | スーパービッグコア  |
| 2     | 細胞     | 巨大な生命の内部のようなステージ。                                   | Fortress The Final Enemy                                               | バット（ザブ） | クロウラー          |
| 3     | モアイ   | イオンリングを吐くモアイ像が配置されている。                         | The Old Stone Age A FIGHTER                                            | ジグ ザグ      | ストライカー        |
| 4     | 骨       | 破壊不能の骨が多数浮遊している。                                     | Fossil with Intention 作曲はテクノウチこと竹ノ内裕治と山根ミチルの合作 | アンブ         | レックレス          |
| 5     | 要塞     | 最後の要塞。                                                         | DON'T LEAVE ME ALONE （要塞惑星のテーマ）                              |                | マザーコンピュータZ |
| EX    | ボーナス | 各ステージの特定地点からワープできる、ボーナスアイテムの浮かぶ空間。 | TEARS BEGAN GUSHING （スペース・トリッキー・エリアのテーマ）           |                |                     |

#### 移植版
| No. | タイトル                   | 発売日        | 対応機種     | 開発元                                              | 発売元 | メディア                                      | 備考                                                      | 出典 |
| --- | -------------------------- | ------------- | ------------ | --------------------------------------------------- | ------ | --------------------------------------------- | --------------------------------------------------------- | ---- |
| 1   | コナミGBコレクション VOL.1 | 1997年9月25日 | ゲームボーイ | コナミコンピュータエンタテインメントジャパン トーセ | コナミ | ROMカートリッジ                               | 収録ソフトの一つ タイトルを『グラディウス』と改題して収録 |      |
| 2   | コナミGBコレクション VOL.1 | 2000年3月1日  | ゲームボーイ | コナミコンピュータエンタテインメントジャパン トーセ | コナミ | フラッシュロムカセット （ニンテンドウパワー） | 収録ソフトの一つ タイトルを『グラディウス』と改題して収録 |      |

### ネメシスII
前作の続編である『ネメシスII』は完全なゲームボーイオリジナル作品となっており、前作の作戦終了後からの経緯を描いている。グラフィックが強化され、操作感覚もスムーズになり、さらにプレイしやすくなっている。しかし、面構成は全5面と少ないにもかかわらず、1面1面が比較的長くクリアまでそこそこの時間を要し、また、ゲーム開始直後にビッグコアに追いかけられ、2面ではそれまでのパワーアップが全て剥ぎ取られるなど、従来のシリーズには無かった特殊かつ苦しい場面があった。
この作品の特徴として、「ミサイル」「ダブル」「レーザー」をそれぞれ3種類から1つ選ぶウェポンセレクトが搭載されている。当時のゲームボーイでウェポンセレクトが使用できることは画期的であった。
また、ゲーム中に一部デモが挿入されており、僅かではあるがストーリー性があった。その他、プラクティスモードが追加されており、1～4面までの好みのステージを選択してプレイする事が可能となっている（ただし、選択したステージしかプレイできない）。
なお、本作の日本国外版には2種類あり、ヨーロッパ版ではサブタイトルが付いて "Nemesis II: The Return of the Hero" 、北米版のタイトルは "Gradius: The Interstellar Assault" となっていた。内容は国内版と同一であるが、ゲーム中にスコアが表示されるように改良されている。なお、日本国外版 "Konami GB Collection Vol.4" に収録された際には、さらにタイトルが "Gradius II: The Return of the Hero" に変更されていた。

#### パワーアップゲージ
パワーアップゲージの構成は前作『ネメシス』と変わらないが、装備可能なゲージは点灯していなくてもアルファベットが表示されるようになっている。
| 順番       | 1        | 2       | 3      | 4     | 5      | 6           |
| ---------- | -------- | ------- | ------ | ----- | ------ | ----------- |
| ゲージ表記 | S        | M       | D      | L     | O      | F           |
| 内容       | SPEED UP | MISSILE | DOUBLE | LASER | OPTION | FORCE FIELD |

#### ウェポンセレクト
MISSILE、DOUBLE、LASERの中からそれぞれ1つを選ぶ形式で、『グラディウスIII』のエディットモードに近い。ゲーム開始時、コンティニュー時に選択可能。
| MISSILE | DOUBLE  | LASER  |
| ------- | ------- | ------ |
| NORMAL  | NORMAL  | NORMAL |
| 2WAY    | TWINGUN | TWIN   |
| TAIL    | TAILGUN | RIPPLE |

#### 各パワーアップについて
SPEED UP（スピードアップ）
自機の移動速度が最高5段階まで上がる。
前作ほど急激に移動速度が上がらなくなっている。
MISSILE（ミサイル）
メインショットとは別に発射されるミサイルを装備。2段階パワーアップが可能。
いずれも地形に接触すると地面を這うように進み、登坂はできない。
ウェポンセレクトで選択したもののみ使用できる。
NORMAL
前方斜め下へ投下。地形に接触すると前方に進む。1段階目では単発で、2段階目で2連射になる。
2WAY
前方上下2方向へ発射。地形に接触すると前方に進む。1段階目では下方のみ。2段階目で上下2方向に発射されるようになる。
TAIL
後方上下2方向へ発射。地形に接触すると後方へと進む。1段階目では下方のみ。2段階目で上下2方向に発射されるようになる。

DOUBLE（ダブル）
メインショットとは別の方向に弾を発射。レーザーとは排他選択であり併用不可。
ウェポンセレクトで選択したもののみ使用できる。
NORMAL
前方と斜め上の2方向へ同時にショットを撃つ。連射不可。
TWINGUN
前方に2連ショットを撃つ。ただし、見た目が2連になるだけで、独立した2発のショットを同時に撃てるわけではない。連射可能。
TAILGUN
前方と後方の2方向へ同時にショットを撃つ。連射不可。

LASER（レーザー）
メインショットをレーザーに切り替える。ダブルとは排他選択であり併用不可。
前作よりも飛行速度が向上している。
ウェポンセレクトで選択したもののみ使用できる。
NORMAL
貫通力のあるやや長めのレーザーを発射。連射不可。ワインダーはかからない。
TWIN
短い2連レーザーを発射。攻撃範囲が広く貫通力もあり、連射可能。こちらもTWINGUNと同様に、2連なのは見た目だけ。
RIPPLE
リング状のレーザーを発射。攻撃範囲が広く連射可能だが、貫通力はない。最初からある程度の大きさはあるが、他作品のものと異なり徐々に広がっていくことはない。

OPTION（オプション）
前作とほぼ同じ。最大2個まで装備可能。
FORCE FIELD（フォースフィールド）
性能もグラフィックも前作と変わらない。全方位を防御、耐久力は3。
ただし、攻撃を1発でも食らうとグラフィックが小さく変化するようになっており、グラフィックで残り1発を判断することはできなくなった。

#### ステージ構成
| Stage | 内容     | 解説                                                                                   | 中ボス                         | ボス                                           |
| ----- | -------- | -------------------------------------------------------------------------------------- | ------------------------------ | ---------------------------------------------- |
| 1     | 遺跡     | ビッグコアに追われて逃げ込んだ洞窟の内部を進む。                                       |                                | 汚染された銅像(海外wiki)                       |
| 2     | 戦艦内部 | 洞窟の出口で待ち構えていたビッグコアに捕獲されてしまったビックバイパーは脱出を試みる。 |                                | リアクターコア(ビックコア内部のコア)(海外wiki) |
| 3     | 小惑星帯 | アステロイド群をかいくぐり、敵の母星へと向かう。                                       | ザブ                           | クレーターコア                                 |
| 4     | 惑星地表 | 謎の遺跡が残る惑星を、敵要塞を目指して進む。                                           |                                | 要塞ゲート (海外wiki)                          |
| 5     | 要塞     | 最後の要塞。中核を破壊すると…                                                          | ガーディアンコア(壁)(海外wiki) | ガーディアンコア(脱出船)(海外wiki)             |

#### BGM構成
| Stage          | 内容         | 曲名      |
| -------------- | ------------ | --------- |
| セレクト       |              | MAJESTY   |
| OPデモ         |              | PROLOGUE  |
| 1面序盤        | 追跡         | A CHASE   |
| 1面前半        | 遺跡         | THE RUINS |
| 1面後半        | 毒キノコ地帯 | TOADSTOOL |
| 1面ボス        | 1面ボス      | THE BRAIN |
| 2面序盤        | 宇宙空間     | COURAGE   |
| 2面            | 戦艦内部     | BREAK OUT |
| 2面ボス        | 2面ボス      | REVOLVE   |
| 3面            | 小惑星帯     | DODGE     |
| 3面後半        | ザブ地帯     | MIRAGE    |
| 3面ボス        | 3面ボス      | A CRATER  |
| 4面            | 惑星地表     | ODDPLANET |
| 4面ボス        | 4面ボス      | BRAKE!    |
| 5面            | 要塞         | FATALIST  |
| 5面ボス        | 5面ボス      | DESPARATE |
| 6面前半        | 要塞脱出     | RUN AWAY  |
| 6面後半        | 宇宙空間     | PURSUANCE |
| 6面ボス        | 6面ボス      | LAST EVIL |
| ゲームオーバー |              | WRECKAGE  |
| エンディング   |              | ENDING    |

#### 移植版
| No. | タイトル                            | 発売日        | 対応機種        | 開発元                                              | 発売元 | メディア                                      | 備考                                                        | 出典        |
| --- | ----------------------------------- | ------------- | --------------- | --------------------------------------------------- | ------ | --------------------------------------------- | ----------------------------------------------------------- | ----------- |
| 1   | コナミGBコレクション VOL.3          | 1998年2月19日 | ゲームボーイ    | コナミコンピュータエンタテインメントジャパン トーセ | コナミ | ROMカートリッジ                               | 収録ソフトの一つ タイトルを『グラディウスII』と改題して収録 |             |
| 2   | ネメシスII                          | 2000年3月1日  | ゲームボーイ    | コナミ開発三部                                      | コナミ | フラッシュロムカセット （ニンテンドウパワー） |                                                             |             |
| 3   | ゲームボーイ Nintendo Switch Online | 2025年5月23日 | Nintendo Switch | 任天堂                                              | 任天堂 | ダウンロード                                  |                                                             | [ 2 ] [ 3 ] |